# Montaña Gillmore
Die Montaña Gillmore (in Argentinien Montaña Olivero) ist ein 1472 m hoher Berg an der Foyn-Küste des Grahamlands im Norden der Antarktischen Halbinsel. Er ragt 3 km nördlich der Mündung des Morrison-Gletschers in das Cabinet Inlet auf.
Chilenische Wissenschaftler benannten ihn nach Francisco Javier Gillmore Stock (1908–1990), Titularbischof der Streitkräfte Chiles und Teilnehmer an der 17. Chilenischen Antarktisexpedition (1962–1963). Der Hintergrund der argentinischen Benennung ist nicht überliefert.